# Bellevue (Nebraska)
Bellevue je město v okresu Sarpy County ve státě Nebraska ve Spojených státech amerických. Jde o třetí největší město v Nebrasce po městech Omaha a Lincoln. V USA jde o druhé největší město s názvem Bellevue, větším je Bellevue ve státě Washington.
K roku 2020 zde žilo 64 176 obyvatel. S celkovou rozlohou 56 km² byla hustota zalidnění 1 153 obyvatel na km². V minulosti město sloužilo jako sídlo nebraské vlády.